# District de Befandriana Avaratra
Befandriana-Nord ou Befandriana-Avaratra est l'un des districts de la région Sofia, situé dans le Nord-Est de Madagascar.